# Alvise Corner (cardinal)
Pour les articles homonymes, voir Cornaro.
Ne doit pas être confondu avec Alvise Corner.
Alvise Corner  italianisé en Luigi Cornaro (né à Venise, alors dans la république de Venise, le 2 février 1517, et mort à Rome le 10 mai 1584) est un cardinal italien du XVIe siècle.
Il est petit-neveu de Catherine Corner, reine de Chypre, et il est le frère du cardinal Federico Corner, seniore (1585), l'oncle du cardinal Francesco Cornaro, iuniore (1596) et le grand-oncle du cardinal Federico Baldissera Bartolomeo Corner (1626). D'autres cardinaux de la famille Corner sont Marco Corner (1500), Francesco Corner, seniore (1527), Giorgio Corner (1697) et Giovanni Corner (1778).

## Repères biographiques
Alvise Corner est membre de l'ordre de Saint-Jean de Jérusalem et est nommé grand prieur de Chypre. Il résigne cette charge en faveur de son frère Frederico.
Alvise Corner est créé cardinal par le pape Jules III lors du consistoire du 20 novembre 1551.
Le cardinal Corner est élu archevêque de Zadar (Croatie) en 1554 et nommé administrateur apostolique de Bergame en 1660. Il est nommé président de la Congrégation qui s'occupe des Carafas. En 1561 il est nommé administrateur de Traù en Dalmatie.
Corner est camerlingue du Sacré Collège en 1570, poste pour lequel il a payé 70 000 scudo. Cornato soutient activement la Sainte-Ligue pour lutter contre les Turcs, ce qui finalement mène au succès de la bataille de Lépante.
Corner participe aux deux conclaves de 1555 (élection de Marcel II et Paul IV) et aux conclaves de 1559 (élection de Pie IV), de 1565-1566 (élection de Pie V) et de 1572 (élection de Grégoire XIII).